# جيم بان
جيم بان هو سياسي أمريكي، ولد في 12 ديسمبر 1956 في ميكمينفيل في الولايات المتحدة. نشط حزبياً في الحزب الجمهوري. في انتخابات مجلس النواب الأمريكي 1994 ‏، انتخب عضو مجلس النواب الأمريكي عن دائرة Oregon's 5th congressional district ‏ وقد انضم خلال فترته النيابية ‏ (4 يناير 1995 – 3 يناير 1997) للكتلة البرلمانية الحزب الجمهوري وانتخب عضو مجلس ولاية أوريغون ‏ (1987 – 1995) وانتخب عضو مجلس النواب الأمريكي (3 يناير 1995 – 3 يناير 1997).